# Brøderbund
Brøderbund (/ˈbruːdərbʌnd/) ist ein US-amerikanisches Softwareunternehmen mit Sitz in Novato, das Lernsoftware und Computerspiele herstellt. Das Unternehmen verlegte seine Computerspiele zeitweise auch unter dem Namen Red Orb Entertainment.

## Geschichte

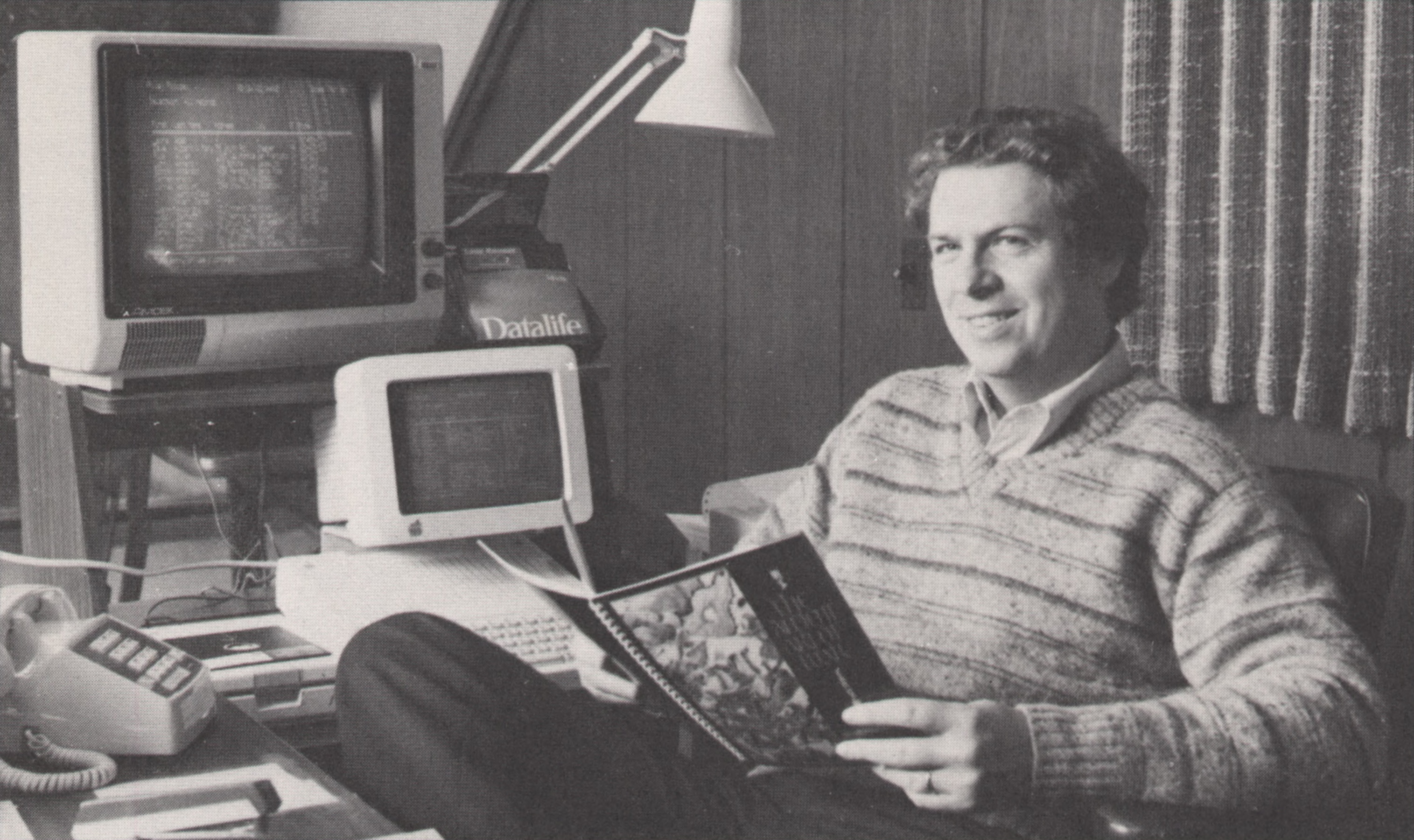
Doug Carlston (1985)

Die Firma wurde 1980 von den Brüdern Doug und Gary Carlston in Eugene im US-Bundesstaat Oregon gegründet. Der Name ist vom südafrikanischen Afrikaner Broederbond hergeleitet – Doug Carlston war in den 1960er-Jahren als Lehrer in Botswana tätig gewesen und war dort auf den Namen der Organisation gestoßen. Die drei Kronen im Firmenlogo stehen für die drei Carlston-Geschwister – die Schwester Cathy stieß in den frühen 1980er-Jahren zur Firma dazu. Brøderbund konnte mit dem textbasierten Strategiespiel Galactic Empire, das von Doug Carlston auf einem TRS-80 programmiert wurde, gleich erfolgreich in den Markt einsteigen. Vom TRS-80 stieg die Firma recht bald auf den erfolgreicheren Apple II um und vertrieb für diesen Heimcomputer Spiele, die Partnerfirmen in Japan für Brøderbund programmierten. Die Firma wuchs und machte sich einen Namen mit Lernspielen und Spielprogrammen wie Choplifter, The Mask of the Sun, Lode Runner, Castles of Dr. Creep, The Ancient Art of War, Karateka, Wings of Fury, Stunts, Prince of Persia, The Last Express und Myst (welches lange Zeit das meistverkaufte Computerspiel war und erst von Die Sims abgelöst wurde). 1983 hatte das Unternehmen bereits 60 Mitarbeiter und war nach San Rafael in Kalifornien umgezogen. 1984 wurde ein Desktop-Publisher namens The Print Shop veröffentlicht, das unter wechselnden Markeninhabern und Lizenznehmern bis in die 2010er-Jahre hinein weiterentwickelt wurde.
Im Mai 1997 führte das Unternehmen zur besseren Unterscheidung zwischen Edutainment-Software und Computerspielen das Publishinglabel Red Orb Entertainment (Red Orb = „Broder“ rückwärts geschrieben) ein. Im Juni 1998 wurde Brøderbund von der Konkurrenzfirma The Learning Company für ca. 420 Millionen US-Dollar übernommen. Noch im selben Jahr wurden 500 der damals etwa 1200 Brøderbund-Mitarbeiter entlassen. Im Dezember 1998 erwarb der Mattel-Konzern den Unternehmensverbund für den Betrag von 3,8 Milliarden US-Dollar. Von den neuen Firmeneignern wurde das Red-Orb-Label zunächst von verantwortlichen Computerspieltochter Mindscape weiterverwendet. Mattel geriet nach dem Kauf finanziell ins Wanken, so dass CEO Jill Barad aufgrund des Drucks der erbosten Investoren und Teilhaber aus dem Unternehmen ausscheiden musste. Mattel stieß im September 2000 The Learning Company schließlich an die Gores Technology Group ab, mit dem Auftrag, The Learning Company zu verkaufen. 2001 verkaufte Gores die Unterhaltungssparte von The Learning Company an Ubisoft und die anderen Anteile – unter anderem den Namen Brøderbund – an die Firma Riverdeep.
Bis 2006 war Brøderbund der Markenname für Riverdeeps Grafikdesignsparte, für den Produktionsbereich und für den Vertrieb eigener Lernprogramme und Unterhaltungstitel – wie u. a. The Print Shop, Carmen Sandiego, Mavis Beacon – und den Vertrieb von Software anderer Hersteller. 2006 wurde Riverdeep von Houghton Mifflin Harcourt übernommen, seitdem ist Brøderbund eine Tochterfirma von MMH.
2014 übergab Doug Carlston eine Sammlung von Brøderbund-Geschäftsunterlagen, Software und eine Spielsammlung an das „The Strong National Museum of Play“, welche das Material dem International Center for the History of Electronic Games zur Aufbewahrung weitergab.

## Ludografie (Auswahl)

### Als Brøderbund
| Jahr | Spiel                                  | Genre              | Plattformen |
| ---- | -------------------------------------- | ------------------ | --- |
| 1981 | Apple Panic                            | Action             | Apple II, Atari 8-bit, PC Booter, VIC-20                                                                                       |
| 1981 | David’s Midnight Magic                 | Flippersimulation  | Apple II, Atari 2600, Atari 8-bit, C64                                                                                         |
| 1981 | Snoggle                                | Action             | Apple II |
| 1981 | Space Quarks                           | Action             | Apple II |
| 1981 | Tawala's Last Redoubt                  | Strategie          | Apple II |
| 1982 | Choplifter                             | Action             | Apple II, Atari 5200, Atari 7800, Atari 8-bit, ColecoVision, C64, MSX, NES, PC-88, Sharp X1, SEGA MS, Thomson TO, VIC-20       |
| 1982 | Serpentine                             | Action             | Apple II, Atari 8-bit, C64, PC Booter, VIC-20                                                                                  |
| 1983 | Lode Runner                            | Jump ’n’ Run       | Apple II, Atari 8-bit, Atari ST, BBC Micro, C64, CPC, DOS, J2ME, Mac, MSX, NES, Sharp X1, VIC-20, Wii, WonderSwan, ZX Spectrum |
| 1984 | Championship Lode Runner               | Jump ’n’ Run       | Apple II, Atari 8-bit, C64, FM-7, MSX, NES, PC-88, PC Booter, SG-1000, Wii, Wii U                                              |
| 1984 | Karateka                               | Kampfspiel         | Apple II, Atari 8-bit, Atari ST, C64, CPC, DOS                                                                                 |
| 1984 | Mindwheel                              | Textadventure      | Apple II, Atari 8-bit, Atari ST, C64, DOS                                                                                      |
| 1984 | Spelunker                              | Jump ’n’ Run       | Atari 8-Bit, C64, MSX, NES, Nintendo 3DS, Wii                                                                                  |
| 1984 | The Castles of Doctor Creep            | Jump ’n’ Run       | C64 |
| 1984 | The Mask of the Sun                    | Textadventure      | Apple II, Atari 8-bit, C64 |
| 1985 | Essex                                  | Textadventure      | Apple II, Atari 8-bit, Atari ST, C64, DOS                                                                                      |
| 1985 | Brimstone                              | Textadventure      | Apple II, Atari 8-bit, Atari ST, C64, DOS                                                                                      |
| 1985 | Where in the World is Carmen Sandiego? | Adventure          | Apple II, C64, CPC, DOS, SEGA Master System, TRS-80 CoCo                                                                       |
| 1986 | Breakers                               | Textadventure      | Apple II, Atari ST, C64, DOS                                                                                                   |
| 1987 | Wings of Fury                          | Action             | Amiga, C64, CPC, DOS, Game Boy Color, NEC PC-9801, X86000                                                                      |
| 1988 | Arcade Game Construction Kit           | Anwendungsprogramm | C64 |
| 1989 | Prince of Persia                       | Jump ’n’ Run       | Diverse |
| 1993 | Myst                                   | Adventure          | Amiga, Windows, Mac |

### Als Red Orb Entertainment
- John Saul’s Blackstone Chronicles
- The Journeyman Project 3: Legacy of Time
- Myst: Masterpiece Edition
- Prince of Persia 3D
- Der Ring des Nibelungen
- Riven: The Sequel to Myst
- Soul Fighter
- Take No Prisoners
- Warbreeds
- Warlords 3: Darklords Rising
- Warlords 3: Reign of Heroes